# Sacha Pitoëff
Sacha Pitoëff, född 11 mars 1920 i Genève, död 21 juli 1990 i Paris, var en schweizisk skådespelare och teaterdirektör. Pitoëff medverkade i ett femtiotal filmer.

## Filmografi, urval
- 1956 – Anastasia
- 1961 – I fjol i Marienbad
- 1963 – Jagad av agenter
- 1966 – Brinner Paris?
- 1967 – Generalernas natt
- 1970 – Flickan med åsneskinnet